# 孤岛惊魂：原始杀戮
《孤岛惊魂：原始杀戮》（中国大陆官方译为）是一款由育碧蒙特利尔开发，育碧软件发行的动作冒险游戏。游戏于2016年2月23日在PlayStation 4和Xbox One平台发行，2016年3月1日在Microsoft Windows平台发行。游戏背景设定在石器时代，讲述了一名猎人塔卡从手无寸铁到成为部落首领的故事。本作也是该系列首次得到官方中文化的作品，游戏包含简体中文和繁体中文版本。

## 游戏玩法
《孤岛惊魂：原始杀戮》是一款动作冒险游戏。背景设定在虚构大陆Oros，一个充满着猛犸象、恐狼、洞熊、披毛犀和剑齿虎等野生动物的开放世界。由于游戏设定在史前时代，传统的枪战和车辆等玩法在本作中被移除，玩家只能使用诸如矛、棍棒、斧和短程武器弓等作近距离作战。玩家不能购买武器，必须使用从世界各地搜集的木材和石头來制作。随着玩家的逐渐成长，他们还可使用各种资源来制作更具杀伤性的武器。玩家还須觅食和学习生火。除了面对天敌外，玩家也有机会成为部落首领，并带领其他人远离危险。成为部落首领后，玩家須管理和保护他的部落成员。游戏还设有昼夜系统。到了晚上，一些敌人会变得更具侵略性。玩家可利用火作为工具保护自身安全和进行狩猎。

## 剧情

### 设定
游戏设定在公元前1万年的石器时代，那时人类刚发现火，并开始用石头制造工具。在一个部落与其他部落及大自然接触并发生冲突的过程中，生存就是最大的挑战。玩家将扮演一个名为塔卡（Takkar）的猎人，在他的狩猎队被劍齒虎伏击后，他被困在了一个曾被冰雪覆盖的蛮荒之地Oros。最终Takkar会成长为部落族长，领导部落。

## 开发
游戏由育碧蒙特利尔开发，育碧多伦多、育碧基辅和育碧上海负责协助。2015年1月5日，育碧公布的一项调查，询问玩家他们最喜欢的游戏设定。包括诸如吸血鬼、僵尸、恐龙、后启示录世界、历史战争和类似秘鲁和阿拉斯加的现代社会等主题。10月6日，育碧通过Twitch暗示了其新作。一天后，IGN土耳其泄露了游戏。几小时后，官方正式公布了本作的预告。游戏的创意总监是让·克里斯托夫·盖约特（Jean-Christophe Guyot），曾开发育碧的波斯王子系列。游戏于2016年2月23日登陆PlayStation 4和Xbox One平台，2016年3月登陆Microsoft Windows平台。
《孤岛惊魂：原始杀戮》在发售后被发现使用了《孤岛惊魂4》相同的地图设计和地形分布。

## 评价
| 汇总媒体   | 得分                                  |
| ---------- | ------------------------------------- |
| Metacritic | (XONE) 78/100 (PS4) 76/100 (PC)75/100 |

| 媒体            | 得分   |
| --------------- | ------ |
| Destructoid     | 7/10   |
| 电子游戏月刊    | 7/10   |
| Game Revolution | [ 19 ] |
| GamesRadar+     | [ 20 ] |
| GameSpot        | 8/10   |
| Giant Bomb      | [ 22 ] |
| IGN             | 7.9/10 |
| Polygon         | 8.5/10 |
| VideoGamer.com  | 7/10   |

《孤岛惊魂：原始杀戮》总体获得了良好的评价。但是由于最早在Steam网络平台发售的游戏版本中没有像家用机版本带有简体中文游戏内容而遭到了部份中文玩家的批评和抵制；直到两周多以后才更新加入。